# Re:STARS
『Re:STARS』（リ・スターズ）は、2023年4月より放送されていた、中国の漫画『今天开始做明星』を原作としたテレビアニメ作品。

## 登場人物

### テレビアニメ版
チン・ザー
声 - 马正阳
原作及びテレビアニメ版の主人公の男子大学生。18歳。生まれながらにして音楽の才能と高い歌唱力を持っており、全国少年歌唱大会で優勝し、フランス大会で準優勝と好成績を残しているが、声の使い過ぎと同時に変声期を迎えた結果、13歳で声が思うように出なくなって掠れてしまい、人前で歌えなくなってしまった。ヤーの頼みを受け、ヤーになりすまして芸能活動をしている。ウェイの付き人の面接に来た時にはフオ・サンヨウの偽名を使っていた。
チン・ヤー
声 - 吟良犬
ザーの双子の姉であるトップアイドル。18歳。わがままな性格で、ザーに芸能の仕事を押し付けているが、弟思いである。
ジー・ミー
声 - 周侗
ザーの音楽プロデューサーを務める女性調律師。18歳。絶対音感の持ち主だが音痴。
ウェイ
声 - 王潇倩
ヤーの事務所「星雲娯楽」の先輩にして株主。30歳。歌手でもある。
フェニモ
声 - 藤新
国際ブランド「カディフェン」のジュエリーデザイナーを務めるイタリア人男性。27歳。
ゴウ・ダイ
声 - 文森
アイドル兼俳優の男性。歌手でもあるものの、音痴。
ワン
声 - 图特哈蒙
ヤーの事務所の社長。
ジン
ヤーの事務所の常務。
ウェン・ヤン
新人女性アイドルグループ「ミストリイ」のメンバー。3人の中で最も身長が高い。
ジョウ・ユー
新人女性アイドルグループ「ミストリイ」のメンバー。オレンジ色の髪の女性。
イー・シャオ
新人女性アイドルグループ「ミストリイ」のメンバー。3人の中で最も小柄。
ニン
アフリカロケに参加した女性タレント。
ロケ中の豪雨で車内に取り残されるも、ヤーの代わりにロケに出演していたザーに無事救出された。
チャン
アフリカロケに参加した男性作詞家。
ユエン
第8話に登場した男性歌手。フランス大会でザーと出会っている
メイ
第8話に登場した女性歌手。
ツォン
大会の審査員を務めている白髪の男性。
チェン
海外映画祭で上映される映画の主演を務めた女優。理事のチャンに気に入られている。

### 劇場版
星空エイタ
声 - 莉犬(すとぷり)
劇場版の主人公で原作のザーに該当。
星空カリナ
声 - 三森すずこ
エイタの姉で原作のヤーに該当。
トワ
声 - 堀江由衣
原作のジー・ミーに該当。
メイサ
声 - 上坂すみれ
原作のウェイに該当。
アストロ
声 - 岡本信彦
原作のフェニモに該当。
ケイト
声 - そうま（KnightA-騎士A-）
原作のユエンに該当。
リク
声 - ばぁう（KnightA-騎士A-）
原作のゴウ・ダイに該当。
ルカ
声 - あっと（AMPTAKxCOLORS）
マタル
声 - ほしのディスコ（パーパー）
タク
声 - 高橋ヒロム
レイラ
声 - なつぽい
原作のメイに該当。
リオ
声 - 森嶋秀太
シン
声 - 真野拓実

## スタッフ
- 原題：今天开始做明星（Super Star表記も存在する[13]）
- 原作：BEIJING IQIYI SCIENCE & TECHNOLOGY CO., LTD.／ASK ANIMATION STUDIO
- 企画：龔宇
- 製作総指揮：王暁暉
- エグゼクティブプロデューサー：楊暁軒
- 監督：于沺
- プロデューサー：張誠鋼
- アシスタントプロデューサー：魏鑫
- 日本語字幕制作：水野衛子／アウラ
- 監修：王林琳（ASK ANIMATION STUDIO）
- 日本語字幕版企画：チームジョイ／ブシロードムーブ／トムス・エンタテインメント